# The Unknown
 The Unknown és una pel·lícula muda de Tod Browning estrenada el 1927.

## Argument
El llançador de ganivets Alonzo treballa en un circ sota el nom d'escena de l'«Home sense braços». En realitat, té els seus braços però els dissimula per donar més efecte al seu número. Estrellita, la seva companya, no suporta les mans dels homes. Per amor a ella, però també per escapar a la policia, Alonzo decideix fer-se amputar realment els dos braços. Després de l'operació, descobreix que la noia, curada de la seva por, estima el seu rival, malabar, de qui és companya. Desesperat, Alonzo intentarà matar-lo en el seu primer número.

## Anàlisi
Es tracta de la més famosa col·laboració de Tod Browning amb l'actor mític de les pel·lícules fantàstiques del Cinema mut: Lon Chaney.

## Repartiment
- Lon Chaney: Alonzo
- Norman Kerry: Malabar
- Joan Crawford: Nanon Zanzi
- Nick de Ruiz: Antonio Zanzi, père de Nanon
- John George: Cojo, l'ajudant d'Alonzo
- Frank Lanning: Costra

## Al voltant de la pel·lícula
- La pel·lícula gaudeix d'una reputació considerable al món dels cinèfils. Més que Freaks, molts consideren  The Unknown  com l'obra mestra de Tod Browning:
- «De les tres pel·lícules realitzades per Tod Browning el 1927,  The Unknown  és la més cèlebre, la més original, la més acabada.» Alain Garsault, Positif, oct. 2000.
- «En alguns instants, Browning aixeca la decoració d'un petit circ perdut als afores madrilenys, però en lloc d'acostar-se a la seva població cosmopolita, concentra la seva atenció sobre Alonzo, l'home sense braços. Amant apassionat i criminal, Alonzo és un d'aquests éssers marginals que agradaven a Browning. La història barreja amb geni la passió i la crueltat, la poesia i l'horror. » Télérama
- Burt Lancaster - antic home de circ - admirava la pel·lícula, i molt particularment la interpretació de Lon Chaney.
- En el drama passional de François Truffaut: La dona del costat, el 1981: Gérard Depardieu cita de manera directa la pel·lícula de Tod Browning parlant d'una història on, per amor, un home es fa tallar els braços...
- Lon Chaney, per a les escenes de manipulació de ganivets i altres objectes, va col·laborar amb Paul Desmuke (als crèdits, Peter Dismuki), un home realment sense braços. L'extraordinari treball dels dos homes reforçarà encara el realisme d'algunes seqüències...